# Selaata
Selaata (سلعاتا) est un village libanais du caza de Batroun, situé dans la région du Liban-Nord au Liban. La population est presque exclusivement chrétienne du rite Maronite. Selaata est un mot d'origine araméenne signifiant "le sommet du rocher", sachant que la ville est un ensemble de roches atteignant la côte. 

## Géographie
La municipalité se situe à 56 km au nord de la capitale, Beyrouth. Située en bord de mer, sa superficie est d'environ 1,96 km².

## Population
Selaata compte 429 résidents et, d'après les élections municipales de 2004, 537 électeurs inscrits dont 344 votants.

## Indicateurs socio-économiques
Il existe une école, mais pas d'hôpital à Selaata.
Par ailleurs, 4 entreprises employant plus de 5 personnes chacune y sont dénombrées.
Il y en a de même un stade de sport.  
Le ministère de l'Énergie et de l'Eau prévoit construire à Selaata d'une centrale électrique à turbine à gaz à cycle combiné, d'une capacité de 750 mégawatts : la centrale sera développée dans le cadre de la production indépendante d'électricité. 
Néanmoins, on y trouve un pôle chimique important de production d'acide sulfurique, d'acide phosphorique et d'engrais, géré par la Lebanon Chemical Company.